# Ренделл, Эд
Эдвард Джин «Эд» Ренделл (англ. Edward Gene «Ed» Rendell; род. 1 января 1944, Нью-Йорк) — американский политик, бывший губернатор штата Пенсильвания, член Демократической партии.
Окончил Пенсильванский университет (1965 г.), получил степень в области права в Университете Вилланова (1968 г.). Избирался прокурором Филадельфии в 1977 году и мэром Филадельфии в 1991 году.
В 2002 году он был избран губернатором Пенсильвании, в 2006 году — переизбран.